# John Brigstocke

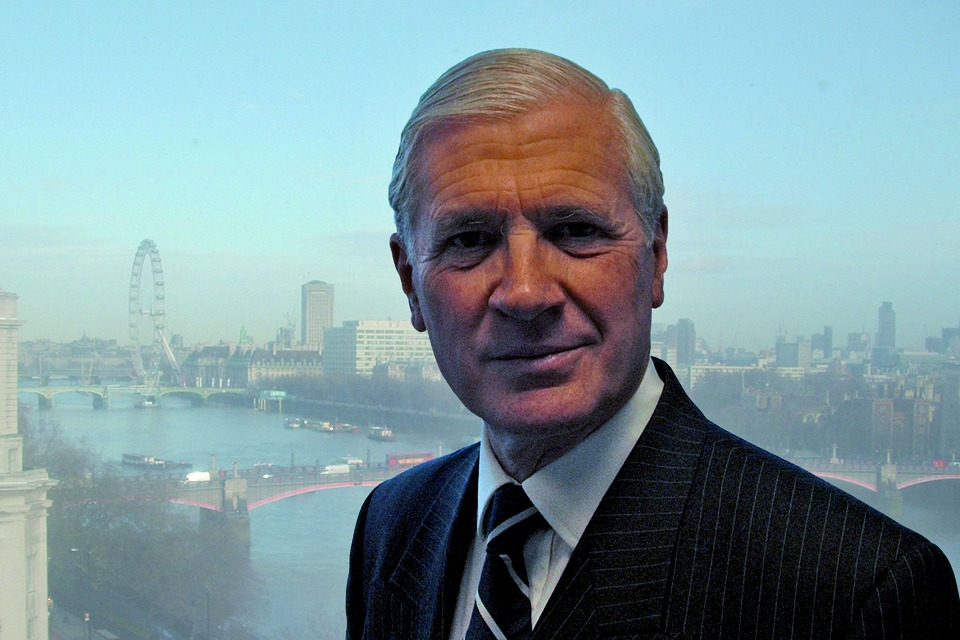
Sir John Brigstocke (2002)

Sir John Richard Brigstocke, KCB, DL (* 30. Juli 1945; † 26. Mai 2020) war ein britischer Seeoffizier der Royal Navy, der zuletzt als Admiral zwischen 1997 und 2000 Zweiter Seelord, Leiter der Personalabteilung der Marine und Oberkommandierender des Marineheimatkommandos (Second Sea Lord and Chief of Naval Personnel, Commander-in-Chief Naval Home Command) war. Darüber hinaus fungierte er von 2006 bis 2016 als Ombudsman für Ernennungen und Verhalten von Richtern (Judicial Appointments and Conduct Ombudsman) sowie zwischen 2010 und 2015 als Deputy Lieutenant der Grafschaft Northamptonshire.

## Leben

### Ausbildung zum Seeoffizier und Schiffskommandant

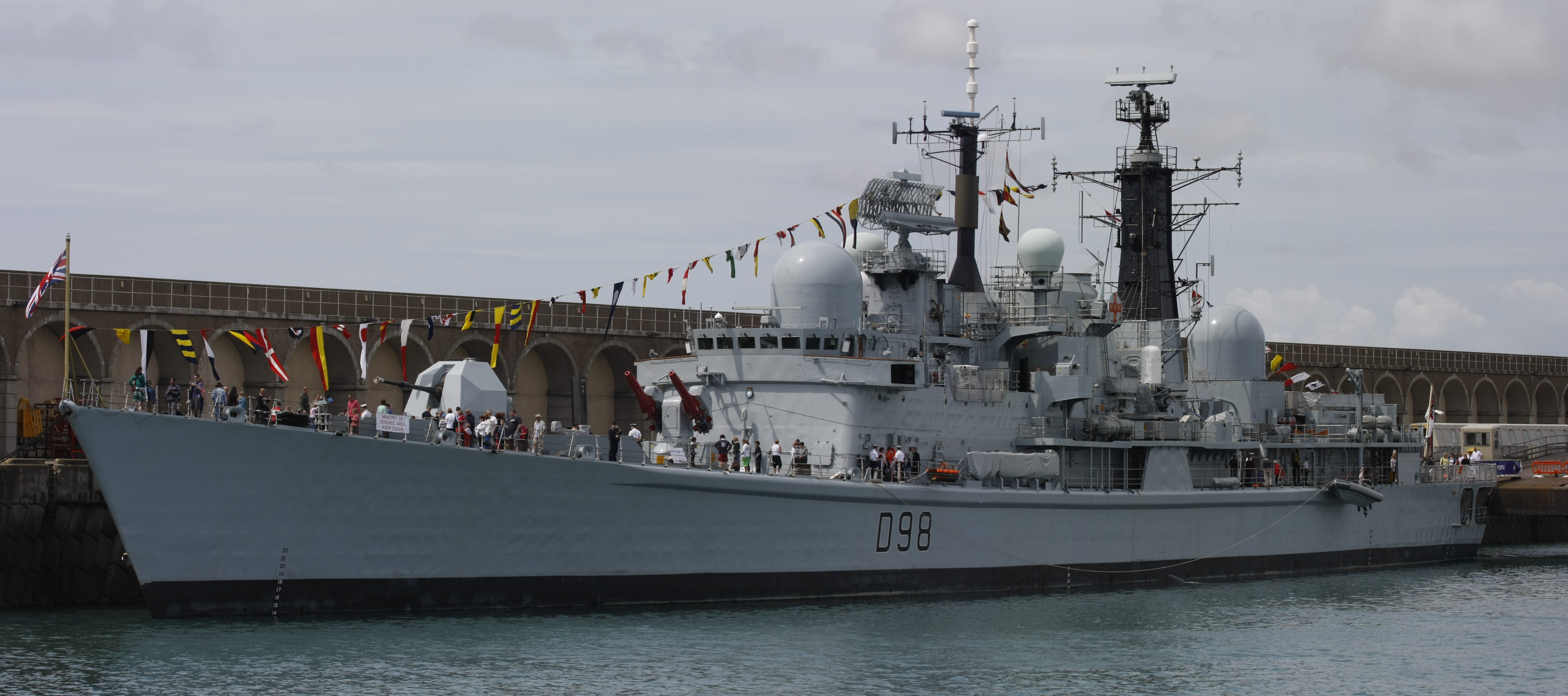
Kapitän zur See Brigstocke war zwischen April 1986 und April 1987 Kommandant des zur Sheffield-Klasse gehörenden Zerstörers York.

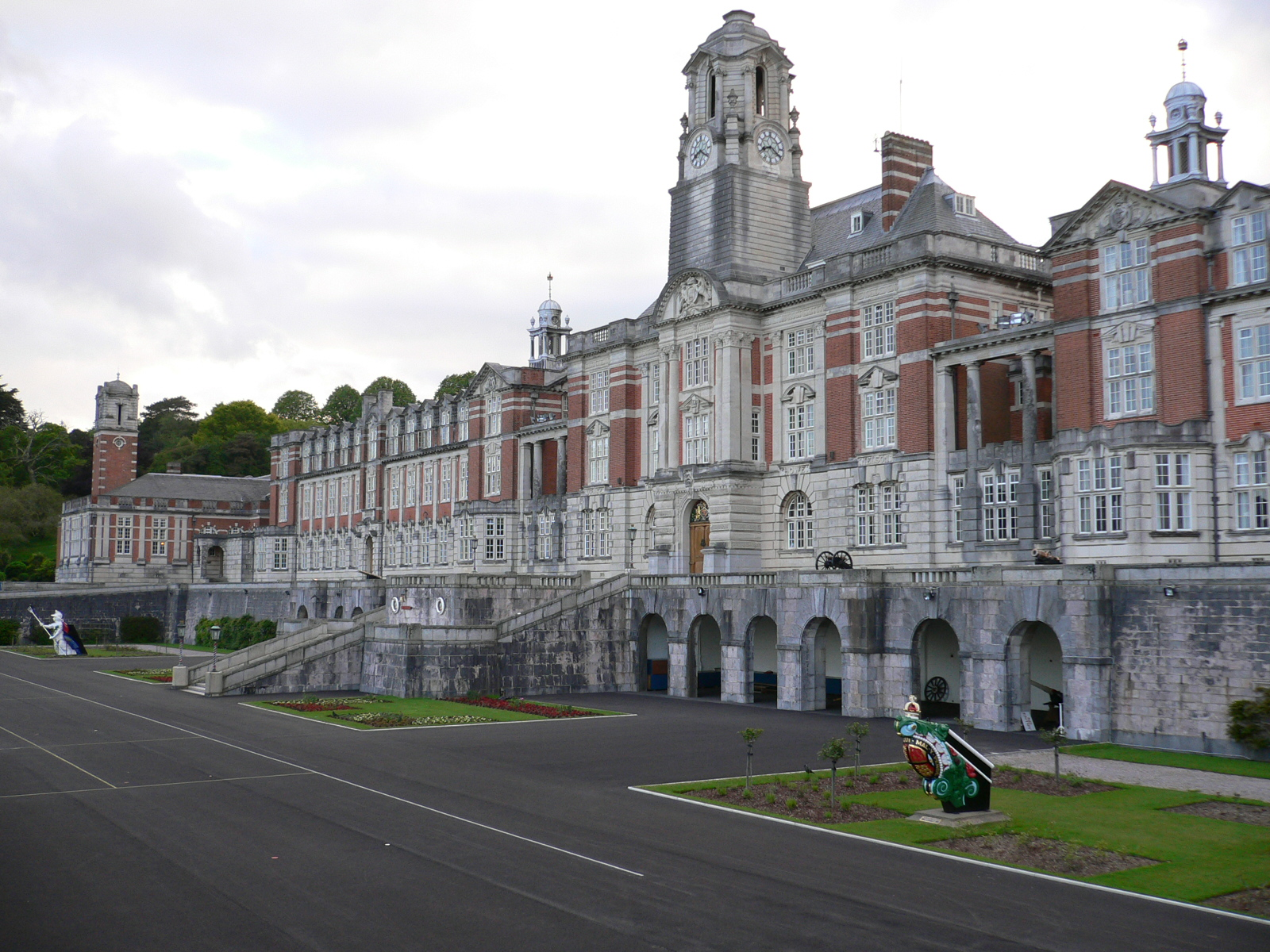
Zwischen 1987 und 1989 war Captain Brigstocke Kommandant des Britannia Royal Naval College (BRNC) in Dartmouth.

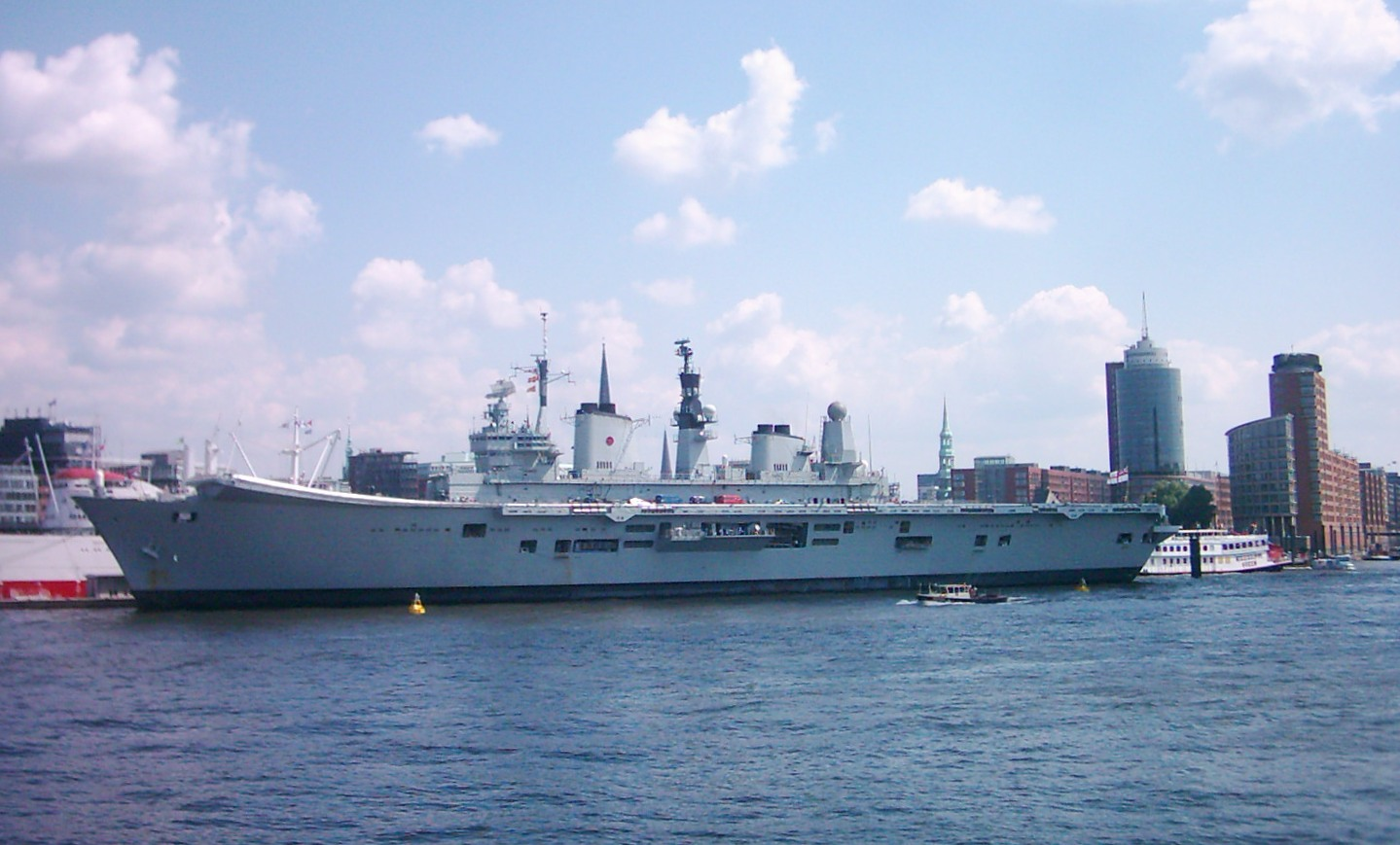
Als Kapitän zur See war Brigstocke außerdem zwischen 1989 und Oktober 1990 als Kommandant des zur Invincible-Klasse gehörenden Flugzeugträgers Ark Royal.

John Richard Brigstocke, dessen Vater George Brigstocke als Geistlicher der Church of England zwischen 1938 und 1947 Propst der Kathedrale von Newcastle upon Tyne war, trat nach dem Besuch der West Downs School in Winchester und des Marlborough College 1962 in die Royal Navy (RN) ein. Er absolvierte eine Ausbildung am Britannia Royal Naval College (BRNC) in Dartmouth und fand danach zahlreiche Verwendungen als Seeoffizier und Stabsoffizier. Er wurde am 31. Januar 1967 mit Rückwirkung zum 28. Oktober 1966 zum Oberleutnant zur See (Sub-Lieutenant) sowie am 1. Mai 1968 mit Rückwirkung zum 1. Oktober 1966 zum Kapitänleutnant (Lieutenant) befördert. Am 1. Oktober 1974 erfolgte seine Beförderung zum Korvettenkapitän (Lieutenant Commander) sowie am 31. Dezember 1977 zum Fregattenkapitän (Commander), ehe am 18. Januar 1983 seine Beförderung zum Kapitän zur See (Captain) erfolgte.
Im April 1986 wurde Kapitän zur See Brigstocke Kommodore des 3. Zerstörergeschwaders (Commanding, 3rd Destroyer Squadron) und verblieb auf diesem Posten bis April 1987. Daneben war er zwischen April 1986 und April 1987 auch Kommandant des zur Sheffield-Klasse gehörenden Zerstörers York. Im Anschluss war er von 1987 bis 1989 Kommandant des Britannia Royal Naval College in Dartmouth. Danach fungierte er zwischen 1989 und Oktober 1990 als Kommandant des zur Invincible-Klasse gehörenden Flugzeugträgers Ark Royal.

### Aufstieg zum Admiral
Nach seiner Beförderung zum Konteradmiral (Rear-Admiral) übernahm John Brigstocke im Januar 1991 von Konteradmiral Peter Abbott den Posten als Befehlshaber der Zweiten Flottille (Flag Officer, Second Flotilla). Er war bis April 1992 der letzte Befehlshaber dieser Einheit, die daraufhin aufgelöst wurde. Daraufhin wurde er im April 1992 der erste Kommandeur der neu geschaffenen britischen Eingriffsgruppe (Commander, United Kingdom Task Group) und verblieb auf diesem Posten bis September 1993, woraufhin Konteradmiral Michael Gretton seine dortige Nachfolge antrat. Er selbst wiederum wechselte im September 1993 ins  Verteidigungsministerium (Ministry of Defence) und wurde dort wiederum als Nachfolger von Konteradmiral Peter Abbott Assistierender Chef des Marinestabes (Assistant Chief of the Naval Staff). Er bekleidete diese Funktion bis März 1995 und wurde daraufhin von Konteradmiral Jeremy Blackham abgelöst.
Im April 1995 wurde Brigstocke zum Vizeadmiral (Vice-Admiral) befördert und löste daraufhin Vizeadmiral Sir Michael Boyce als Kommandeur der sogenannten Überwasserflottille (Commander, Surface Flotilla) ab. Er behielt diese Funktion bis Juli 1997 und wurde im Anschluss von Konteradmiral Peter Franklyn abgelöst. Am 14. Juni 1997 wurde er zum Knight Commander des Order of the Bath (KCB) geschlagen, so dass er fortan den Namenszusatz „Sir“ führte.
Als Admiral wurde Sir John Brigstocke im September 1997 erneut Nachfolger von Admiral Sir Michael Boyce als Zweiter Seelord, Leiter der Personalabteilung der Marine und Oberkommandierender des Marineheimatkommandos (Second Sea Lord and Chief of Naval Personnel, Commander-in-Chief Naval Home Command). Er verblieb auf diesen Posten bis Januar 2000 und wurde daraufhin von Vizeadmiral Peter Spencer abgelöst. Am 1. Mai 2000 wurde er nach 38 Dienstjahren in den Ruhestand (Retired List) versetzt.

### Engagement nach dem Ausscheiden aus dem Militärdienst
Nach seinem Ausscheiden aus dem Militärdienst im Jahr 2000 wechselte Sir John Brigstocke in das Gesundheitswesen und wurde Vorsitzender des National Health Service (NHS) East Midlands, wo er verantwortlich für die Inbetriebnahme aller Dienste in der Region und das Leistungsmanagement von 23 Stiftungen für akute, primäre und psychische Gesundheit wurde. Am 14. März 2005 wurde er des Weiteren Vorsitzender des Verwaltungsrates (Chairman of Council) der University of Buckingham.
Er fungierte zudem vom 27. Januar 2006 bis 2016 als Ombudsman für Ernennungen und Verhalten von Richtern (Judicial Appointments and Conduct Ombudsman). 2009 verlieh ihm die University of Birmingham einen Ehrendoktor (Honorary Doctor of the University).
Am 22. November 2010 wurde er außerdem Deputy Lieutenant der Grafschaft Northamptonshire. Aus seiner Ehe mit Heather Brigstocke gingen die beiden Söhne Thomas „Tom“ und James „Jamie“ Brigstocke hervor.